# Idionella sclerata
Idionella sclerata là một loài nhện trong họ Linyphiidae.
Loài này thuộc chi Idionella. Idionella sclerata được miêu tả năm 1935 bởi Wilton Ivie & Barrows.